# Borabanda, Yadgir
Borabanda là một làng thuộc tehsil Yadgir, huyện Gulbarga, bang Karnataka, Ấn Độ.